# Armoriale delle famiglie italiane (Bem-Beo)
Questo è l'armoriale delle famiglie italiane il cui cognome inizia con le lettere che vanno da Bem a Beo.

## Armi

### Bem
| Stemma | Casato e blasonatura |
| ------ | --- |
|        | Bemba (Venezia) (troncato d'argento e d'azzurro, alla croce di rosso attraversante) (citato in UNFE) Immagine nella Biblioteca Estense Universitaria (id. 3228). |
|        | Bembi (Bologna, Venezia) (la blasonatura non è stata ancora caricata) (citato in UNFE) Immagine nella Biblioteca Estense Universitaria (id. 5729). |
|        | Bembo (Padova, Venezia) Titoli: N.U.N.D., Patrizio veneto d'azzurro allo scaglione accompagnato da tre rose, il tutto d'oro (citato in (4) – Vol. II pag. 30) |
|        | Bembo (Venezia) (d'azzurro, allo scaglione d'oro accompagnato da tre rose di rosso bottonate d'oro) (citato in UNFE) Immagine nella Biblioteca Estense Universitaria (id. 4503). |
|        | Bembo (Cesena) (la blasonatura non è stata ancora caricata) (citato in BLCW) Immagine in Blasone Cesenate. |
|        | Bembo (Sicilia) d'argento con un capriolo di rosso accompagnato da tre stelle rosse situate 2 in capo, ed 1 in punta (citato in (29)) Notizie storiche in Famiglie nobili di Sicilia. |
|        | Bembo Salamon (Verona) Titoli: N.U.N.D., Patrizio veneto, Conte dell'I. A. inquartato: al 1º e 4º di Bembo, che è, d'azzurro allo scaglione, accompagnato da tre rose, il tutto d'oro; al 2º e 3º di Salamon, che è, fusato in fascia di rosso e d'argento (citato in (4) – Vol. II pag. 30) |

### Bena
| Stemma | Casato e blasonatura |
| ------ | --- |
|        | Benacci o Benazzi (Bologna) 3 losanghe poste un sull'altra in fascia partite di argento e di nero su partito di nero e di argento (citato in LEOM) |
|        | Benadduci (Tolentino) di azzurro al monte di tre cime d'oro, sormontato da una colomba di argento avente nel becco una rosa rossa fogliata e gambuta di verde (citato in (4) – Vol. II pag. 31) |
|        | Benado (Venezia) bandiera svolazzante da destra a sinistra in sbarra di argento con l'asta posta in banda su troncato di azzurro e di argento (citato in LEOM) |
|        | Benaducci (Tolentino) (la blasonatura non è stata ancora caricata) (citato in DAlena) |
|        | Benaglio (Bergamo) di rosso, allo scaglione, sostenente due galli affrontati, il tutto di argento (citato in (4) – Vol. II pag. 31 e in DAlena) |
|        | Benamati (Gubbio) d'azzurro a due braccia e mani di carnagione in atto di aprire le mascelle di un cinghiale la naturale cinto di una fascia d'argento accompagnato in capo da una stella d'oro (citato in (4) – Vol. II pag. 32) |
|        | Benamati (Gubbio) 2 avambracci che forzano la bocca di una testa di cinghiale al naturale uscente dalla partizione in sbarra su azzurro - cometa di oro posta in banda su azzurro - toro rampante di oro su verde - stella (6 raggi) di oro su azzurro - 3 bande di oro su rosso - aquila coronata di nero su oro - trinciato dentato di rosso e oro (citato in LEOM) |
|        | Benamati (Pistoia) D'oro, a tre scaglioni di nero, e al capo di rosso caricato di tre rose del campo (citato in (15)) |
|        | Benamati (Prato) Di verde, a sei stelle a otto punte d'oro, 3.2.1 (citato in (15)) |
|        | Benamati (Cagli) (la blasonatura non è stata ancora caricata) (citato in DAlena) |
|        | Benardelli de Leitenburg (Cormons - Gorizia - Roma]) Titoli: Nobile (patriziato cittadino), Famiglia Decurionale di Cormòns (Gorizia) e Nobile del S.R.I. inquartato: nel 1° e 4° d'azzurro al leone di oro; nel 2° e 3° d'oro alla campagna di verde sostenente una torre al naturale, merlata di tre, con la porta chiusa e finestrata di 2 Cimiero: un leone rampante d'oro Ornamenti esteriori: cercine e svolazzi d'oro e d'azzurro Motto: Bona Arduis Virtus (citato in (4) – Vol. II pag. 86) |
|        | Benardo (Tropea) D'azzurro alla banda d'oro accompagnata in capo da un sole radioso dello stesso figurato d'oro (citato in BLCL) d'azzurro alla banda d'oro accompagnata in capo da un sole radioso dello stesso (citato in BLCL) Immagine in Tropea Magazine. |
|        | Benassai (Siena) D'oro, alla croce di sant'Andrea di nero, accompagnata in capo da una stella a sei punte dello stesso alias D'oro, alla croce di sant'Andrea di nero, accompagnata in capo da una stella a otto punte dello stesso alias D'oro, alla croce di sant'Andrea di rosso, accompagnata in capo da una stella a sei punte dello stesso alias D'oro, alla croce di sant'Andrea di rosso, accompagnata in capo da una stella a otto punte dello stesso (citato in (15))                      |
|        | Benassai (Siena) D'azzurro, a sette crocette pieficcate d'oro, 3.1.3, la centrale accostata da due crescenti addossati dello stesso (citato in (15)) |
|        | Benassù (Vicenza) Leopardo illeonito (citato in DAlena) |
|        | Benati (Modena) fenice di oro sulla sua immortalità di rosso su azzurro (citato in LEOM) (la blasonatura non è stata ancora caricata) (citato in UNFE) Immagine nella Biblioteca Estense Universitaria (id. 22). |
|        | Benato o Manzuli (Musestre, Venezia) (la blasonatura non è stata ancora caricata) (citato in UNFE) Immagine nella Biblioteca Estense Universitaria (id. 7195). |
|        | Benavides (Sicilia) d'oro, al palo di rosso, caricato da un leone del campo, coronato del medesimo, cinto d'argento; con la bordura dello scudo dello stesso, caricata da otto caldaie di nero (citato in Mango) |

### Benb
| Stemma | Casato e blasonatura |
| ------ | --- |
|        | Benbi (Bologna, Venezia) (la blasonatura non è stata ancora caricata) (citato in UNFE) Immagine nella Biblioteca Estense Universitaria (id. 7207). |

### Benc
| Stemma | Casato e blasonatura |
| ------ | --- |
|        | Benci (Montepulciano, Firenze) d'azzurro alla fascia d'argento accompagnata da tre rose bottonate dello stesso, due in capo e una in punta (citato in (4) – Vol. II pag. 32) D'azzurro, alla fascia d'argento accompagnata da tre rose dello stesso (citato in (15)) |
|        | Benci (Firenze) D'oro, a due leoni affrontati d'azzurro, accompagnati da una rosa di rosso alias D'oro, a due leoni affrontati d'azzurro, accompagnati da un ramo di rosaio al naturale, fiorito di un pezzo di rosso (citato in (15)) |
|        | Benci (Firenze) D'azzurro, alla testa di leone d'oro, accompagnata da tre stelle a otto punte dello stesso, 2.1 (citato in (15)) |
|        | Benci (Firenze) D'oro, a due leoni affrontati d'azzurro, ascendenti un monte di sei cime dello stesso (citato in (15)) |
|        | Benci (Firenze) D'argento, a tre bande doppiomerlate d'azzurro alias D'argento, a tre bande doppiomerlate d'azzurro, con il pezzo centrale caricato di un giglio d'oro alias Bandato doppiomerlato d'argento e d'azzurro (citato in (15)) |
|        | Benci o Benci di Lapo (Toscana) (DE) In Silber 2 rote Gegenzinnenschrägbalken (citato in (21)) |
|        | Benci (Toscana) (DE) In Gold 1 schwebender blauer Sechsberg, beidseitig begleitet von 2 einwärtsgekehrten blauen Löwen (citato in (21)) |
|        | Benci o Benci del Sanna (Toscana) (DE) In Gold 2 einwärtsgekehrte blaue Löwen, oben begleitet von 1 roten Rose (citato in (21)) |
|        | Benci (Toscana) (DE) In Gold 4 anstoßende silberne Ketten, schragenweise gelegt und durch 1 silbernen Ring verbunden (citato in (21)) |
|        | Benci (Toscana) (DE) n Rot 1 abgerissener goldener Löwenkopf von vorn, begleitet oben von 2, unten von 1 achtstrahligen goldenen Stern (citato in (21)) |
|        | Benci (Toscana) (DE) In Blau 3 silberne Gegenzinnenschrägbalken (citato in (21)) |
|        | Benci o Benci di Montepulciano (Toscana) ](DE) In Blau 1 silberner Balken, begleitet oben von 2, unten von 1 silbernen Rose (citato in (21)) |
|        | Benci (Toscana) (DE) In Blau 1 abgerissener goldener Löwenkopf, begleitet oben von 2, unten von 1 achtstrahligen goldenen Stern (citato in (21)) |
|        | Benci del Pollaiolo (Firenze) Di..., al destrocherio di carnagione vestito di..., impugnante un albero sradicato di... alias Di..., alla ghirlanda di..., racchiudente una palla di..., e accompagnata da tre stelle a otto punte di..., due in capo e una in punta (citato in (15)) |
|        | Benci Guernieri (Toscana) (DE) In Silber 2 blaue Gegenzinnenschrägbalken, 1 der Teilung nach gelegte blaue Lilie umschließend (citato in (21)) |
|        | Bencini o Bencini dell'Unicorno (Firenze) Trinciato d'oro e d'azzurro, a due palle dell'uno nell'altro, caricate ciascuna di un leone del campo (citato in (15)) (DE) In gold-blau schräggeteiltem Feld 2 Scheiben in verwechselten Tinkturen (citato in (21)) alias Trinciato d'oro e d'azzurro, a due rotelle dell'uno nell'altro, caricate ciascuna di un leone del campo (citato in (15)) (DE) In gold-blau schräggeteiltem Feld 2 ovale Schilde in verwechselten Tinkturen, der obere belegt mit 1 quer nach links, der untere mit 1 quer nach rechts gelegten schreitenden Löwen in verwechselten Tinkturen (citato in (21)) alias Trinciato di... e di..., a due leoni leoparditi dell'uno nell'altro, posti nel senso della partizione (citato in (15))                                                                                             |
|        | Bencini (Firenze) Di..., a tre conchiglie figurate (oppure tre borse) di..., 2.1 (citato in (15)) |
|        | Bencivenga (Bologna) (citato in Arme gentilizie di famiglie bolognesi, nobili, cittadinesche, e aggregate di Floriano Canetoli, Bologna 1791-1795, pag. 9) |
|        | Bencivenni (Firenze) D'argento, a quattro fasce di rosso, e al leone attraversante di nero (citato in (15)) |
|        | Bencivenni o Bencivenni di Banco (Firenze) Di rosso, alla fascia d'argento caricata di una crocetta del campo posta in mezzo a due gigli dello stesso, e accompagnata in capo da una rosa d'argento (citato in (15)) (DE) In Rot 1 silberner Balken, senkrecht zur Figur belegt mit 1 roten Lilie, 1 roten Kreuz und 1 roten Lilie, oben begleitet von 1 silbernen Rose (citato in (21)) alias Di rosso, alla fascia d'argento caricata di una crocetta del campo posta in mezzo a due gigli dello stesso, e accompagnata in capo da una rosa d'argento; con il capo di Leone X (citato in (15)) |
|        | Bencivenni (Firenze) Di rosso, alla fascia d'argento caricata di un giglio del campo posto in mezzo a due crocette dello stesso; il tutto abbassato sotto il capo d'Angiò (citato in (15)) |
|        | Bencivenni (Toscana) (DE) Unter 1 blauen Schildhaupt, darin 1 vierlätziger roter Turnierkragen begleitet von je 1 goldenen Lilie zwischen den Lätzen (Capo d'Angiò), in Rot 1 silberner Balken, senkrecht zur Figur belegt mit 1 roten Kreuz, 1 roten Lilie und 1 roten Kreuz, oben be (citato in (21)) |
|        | Bencivenni (Firenze) Di rosso, a tre palle di vaio, 2.1 (citato in (15)) |
|        | Bencivenni (Firenze) Di..., alla banda di..., caricata di un crescente volto in banda di... e accompagnata da due stelle a otto punte di..., una nel cantone sinistro del capo e l'altra nel cantone destro della punta (citato in (15)) |
|        | Bencivenni (Firenze) Di rosso, alla banda d'argento caricata di tre stelle a otto punte d'azzurro (citato in (15)) (DE) In Rot 1 silberner Schrägbalken belegt mit 3 achtstrahligen blauen Sternen (citato in (21)) alias Di rosso, alla banda d'argento caricata di tre stelle a otto punte del campo (citato in (15)) (DE) In Rot 1 silberner Schrägbalken, belegt mit 3 achtstrahligen roten Sternen (citato in (21)) alias Di rosso, alla banda d'argento caricata di tre stelle a otto punte d'azzurro; con il capo del Popolo fiorentino (citato in (15)) (DE) Unter 1 silbernen Schildhaupt, darin 1 rotes Kreuz, in Rot 1 silberner Schrägbalken belegt mit 3 achtstrahligen blauen Sternen (citato in (21)) alias Di rosso, alla banda d'argento caricata di tre stelle a otto punte del campo; con il capo del Popolo fiorentino (citato in (15)) |
|        | Bencivenni (Firenze) Troncato d'oro e d'argento, alla fascia diminuita d'azzurro passata sulla troncatura e, attraversante sul tutto, una bandiera di rosso, sventolante a destra, caricata di un crescente volto d'argento, astata dello stesso e sostenuta da un monte di sei cime d'azzurro (citato in (15)) (DE) In durch 1 blauen Balken gold-silber geteiltem Feld 1 schwebender blauer Sechsberg, besetzt mit 1 mit 1 zunehmenden silbernen Halbmond belegten roten Fahne (citato in (21)) |
|        | Bencivenni (Siena) D'azzurro, alla fascia contromerlata d'oro, accompagnata da tre stelle a otto punte dello stesso, 2.1 (citato in (15)) |
|        | Bencivenni (Toscana) (DE) In Blau 1 vierlätziger roter Turnierkragen, 1 goldene Lilie und 1 liegender silberner Halbmond pfahlweise (citato in (21)) |
|        | Bencivenni (Toscana) (DE) In Silber 1 rotes Kreuz, an den Enden überdeckt von 4 goldenen Rosen (citato in (21)) |
|        | Bencivenni (Toscana) (DE) In Rot 1 goldener Balken, senkrecht zur Figur belegt mit 3 silbernen Kreuzen, oben begleitet von 1 silbernen Rose (citato in (21)) |
|        | Bencivenni o Bencivenni di Salvi (Toscana) (DE) In Blau 1 silberner Schrägbalken, belegt mit 1 schräglinks nach oben gewendeten roten Halbmond und beidseitig begleitet von je 1 achtstrahligen goldenen Stern (citato in (21)) |
|        | Bencivenni (Toscana) (DE) Unter 1 silbernen Schildhaupt, belegt mit 1 roten Leiste, ledig rot, das Ganze überdeckt von 1 goldenen Schrägbalken belegt mit 3 silbernen Rosen (citato in (21)) |
|        | Bencivenni (Toscana) (DE) In Silber 3 rote Balken (citato in (21)) |
|        | Bencivenni (Toscana) (DE) In Silber 1 blauer Schrägbalken (citato in (21)) |
|        | Bencivenni (Toscana) (DE) In Rot 1 Kreuz in blau-silbernem Pfahlfeh (citato in (21)) |
|        | Bencivenni (Toscana) (DE) In Blau 1 roter Balken, belegt mit 1 silbernen Wellenbalken (citato in (21)) |
|        | Bencivenni (Toscana) (DE) In Gold 1 Kreuz in silber-goldenem Pfahlfeh (citato in (21)) |
|        | Bencivenni (Cesena) (la blasonatura non è stata ancora caricata) (citato in BLCW) Immagine in Blasone Cesenate. |
|        | Bencivenni Medici (Toscana) (DE) Gold-schwarz geteilt (citato in (21)) |
|        | Bencivieni (Pistoia) D'argento, al triangolo rovesciato d'azzurro, sormontato da una fiamma di rosso (citato in (15)) |

### Bend
| Stemma | Casato e blasonatura |
| ------ | --- |
|        | Bendidio (Modena, Ferrara) (d'oro, al monte di sei cime all'italiana d'argento) (citato in UNFE) Immagine nella Biblioteca Estense Universitaria (id. 649 e id. 3684 e id. 1318). |
|        | Bendinelli (Pescia) Di..., al crescente montante di..., accompagnato in capo da un giglio di... e in punta da un monte di tre cime di..., sostenuto dalla campagna di... (citato in (15)) |
|        | Bendini (Pietrasanta) inquartato: nel 1º di rosso al levriere corrente di argento; nel 2º di azzurro a 3 gigli d'oro male ordinati; nel 3º d'argento pieno; nel 4º d'oro alla colomba d'argento posta su d'un monticello di tre tortelli di nero, tenente nel becco un martello di ferro in sbarra (citato in (4) – Vol. II pag. 32) |
|        | Bendini (Pisa) Inquartato: nel 1º di rosso, al cane corrente d'argento; nel 2º d'azzurro, a tre gigli d'oro, 1.2; nel 3º d'argento pieno; nel 4º d'oro, alla colomba d'argento posata su una piramide di tre palle di nero e tenente nel becco un martello dello stesso alias Partito: nel 1º troncato: a/ di rosso, al cane corrente d'argento, b/ d'argento pieno; nel 2º d'oro, alla colomba d'argento posata su una piramide di palle di nero e tenente nel becco un martello dello stesso, e al capo di Francia (citato in (15)) |
|        | Bendini (la blasonatura non è stata ancora caricata) (citato in UNFE) Immagine nella Biblioteca Estense Universitaria (id. 4380). |

### Bene
| Stemma | Casato e blasonatura |
| ------ | --- |
|        | Benedeto (Venezia) (la blasonatura non è stata ancora caricata) (citato in UNFE) Immagine nella Biblioteca Estense Universitaria (id. 7155). |
|        | Benedetti (Livorno) d'oro alla banda in divisa doppio merlata di rosso accompagnata nel cantone sinistro del capo da una aquila di nero coronata del campo (citato in (4) – Vol. II pag. 32) |
|        | Benedetti (Corneto) d'azzurro a due caprioli d'oro accompagnati in capo da 3 stelle di 6 raggi dello stesso (citato in (4) – Vol. II pag. 33) |
|        | Benedetti di azzurro al destrocherio movente dalla punta, in palo, vestito di rosso, con la mano di carnagione in atto di benedire con il mignolo e l'anulare chiusi e gli altri aperti, accompagnato in capo da tre stelle di sei raggi d'oro, poste in fascia (citato in (4) – Vol. III pag. 225) |
|        | Benedetti (Firenze) D'argento, alla fascia d'azzurro accompagnata in capo da una rosa di rosso, e in punta da tre chiodi di nero posti in palo e ordinati in fascia (citato in (15)) alias D'argento, alla fascia d'azzurro accompagnata in capo da una rosa di rosso, e in punta da tre chiodi d'azzurro posti in palo e ordinati in fascia (citato in (15)) (DE) In Silber 1 blauer Balken, begleitet oben von 1 roten Rose, unten von 3 senkrecht gelegten schwarzen Speerspitzen balkenweise (citato in (21)) |
|        | Benedetti (Toscana) (DE) In Silber 1 blauer Löwe, überdeckt von 1 roten Schrägbalken (citato in (21)) |
|        | Benedetti (Firenze) D'oro, alla fascia di rosso bordata d'azzurro, caricata di tre candelieri del campo, posti nel senso della pezza (citato in (15)) |
|        | Benedetti (Pescia) Losangato di... e di... (citato in (15)) |
|        | Benedetti (Pisa, Pescia) D'oro, alla banda doppiomerlata d'azzurro, accompagnata in capo dall'aquila dal volo abbassato di nero, talvolta coronata del campo (citato in (15)) alias D'oro, alla banda doppiomerlata di rosso, accompagnata in capo dall'aquila dal volo abbassato di nero, talvolta coronata del campo (citato in (15)) (DE) In Gold 1 roter Gegenzinnenschrägbalken, im linken Obereck begleitet von 1 schwarzen Adler, dieser außerhalb des Schildrandes überhöht von 1 goldenen Krone (citato in (21)) |
|        | Benedetti (Pistoia) D'oro, alla fascia increspata di rosso (citato in (15)) |
|        | Benedetti (Pontremoli) D'azzurro, al leone d'oro rampante a uno stelo dello stesso (citato in (15)) |
|        | Benedetti (Ferrara) D'azzurro, alla banda d'oro, accompagnata in capo da un cervo ed in punta da una stella, il tutto d'oro (citato in DAlena) |
|        | Benedetti (Piemonte) D'azzurro, al leone d'argento, accompagnato da due stelle d'oro, in capo, e in punta da un cardo di verde, fruttato al naturale (citato in (17)) |
|        | Benedetti o Benedetto (Vercelli) Titolo: signori di Burolo D'oro, al cardo di verde, fruttato al naturale, con il capo d'azzurro, carico di tre stelle d'oro Motto: Nitore et luce (citato in (17)) |
|        | Benedetti (Venezia) Troncato, al 1° d'azzurro, all'agnello pasquale d'argento, al 2° “un solivato o pavimento in prospettiva di sinople ossia di color verde et d'oro, senza numero che comincia dalla banda diritta delle verdi et di mano in mano un quadrello verde et un d'oro” alias Troncato, al 1° d'azzurro, seminato di stelle d'oro, all'agnello pasquale d'argento, con la banderuola divisata dalla croce di Savoia, sormontato da un crescente montante, d'argento, al 2° “un solivato o pavimento in prospettiva di sinople ossia di color verde et d'oro, senza numero che comincia dalla banda diritta delle verdi et di mano in mano un quadrello verde et un d'oro” alias Rombeggiato d'oro e di nero alias Losangato in banda d'oro e di nero alias Rombeggiato d'oro e di (verde?) (citato in (17)) |
|        | Benedetti (Palermo) d'argento, all'aquila di nero, coronata d'oro, sostenuta da un lambello di tre gocce di nero (Immagine nella Raccolta stemmi Trippini (JPG).) |
|        | Benedetti (Tarquinia) fascia di rosso su troncato di azzurro e di argento - stella (6 raggi) di argento su azzurro - caduceo di nero posto in banda su argento - braccio destro armato al naturale uscente da destra tenente nella mano di carnagione una foglia di palma di verde su argento (citato in LEOM) |
|        | Benedetti (Foligno) avambraccio destro di carnagione posto in palo benedicente 3 gigli di oro posti 1,2 su azzurro (citato in LEOM) |
|        | Benedetti (Spoleto) 3 gigli di oro su fascia di azzurro bordata di argento su rosso - leone rampante di argento su azzurro (citato in LEOM) |
|        | Benedetti (Cesena) (la blasonatura non è stata ancora caricata) (citato in BLCW) Immagine in Blasone Cesenate. |
|        | Benedetti (Verona) (la blasonatura non è stata ancora caricata) (citato in UNFE) Immagine nella Biblioteca Estense Universitaria (id. 4924). |
|        | Benedetti (Verona) (la blasonatura non è stata ancora caricata) (citato in UNFE) Immagine nella Biblioteca Estense Universitaria (id. 4504). |
|        | Benedettini (Pescia) D'azzurro, allo scaglione di rosso caricato di una stella a sei punte d'oro, e al capo d'azzurro caricato di una colomba posata d'argento, tenente nel becco un ramoscello d'olivo al naturale (citato in (15)) |
|        | Benedetto o De Benedictis (Palermo, Messina) d'azzurro, a due fasce d'oro, accompagnate nel capo da una rosa sotto due caprioli, e nella punta da un'altra rosa, il tutto dello stesso (citato in Mango) |
|        | Benedetto (Sicilia) Titolo: conte di Ossone, del Casato inquartato,nel 1° e 4° d'argento con l'aquila nera che tiene con gli artigli un rastello dello stesso, nel 2° e 3° di rosso con un leopardo d'oro rampante. Corona di conte (citato in (29)) Notizie storiche in Famiglie nobili di Sicilia. |
|        | Benedicti o Benedetti (Torino) D'azzurro, alla banda d'argento, carica di festoni e di cardi di verde, fioriti d'oro Motto: Proprio numine tutus (citato in (17)) |
|        | Beneforte (Torino) D'argento, al castello di nero, murato d'oro Motto: Fundavit altissimus (citato in (17)) |
|        | Benelli (Firenze) Troncato d'azzurro e d'argento, al bue furioso rivolto dell'uno nell'altro (citato in (15)) |
|        | Benenati (Pisa) D'azzurro, allo scaglione d'oro caricato di tre aquilotti di nero (citato in (15)) |
|        | Benenati (Finale, Palermo) Titolo: barone di Cannameli d'oro, all'albero di pino di verde, abbrancato da un leone di rosso. Corona di marchese (citato in Mango) d'oro con un albero di pino verde abbrancato da un leone di rosso. Corona di barone (citato in (29)) Notizie storiche in Famiglie nobili di Sicilia. |
|        | Benenati (Montefalco) (d'argento, all'aquila abbassata bicipite di nero col collo infilato in una corona d'oro, caricata in cuore da un cuore di rosso appeso a una collana d'argento) (citato in Degli Abbati) |
|        | Benenati (Montefalco) (d'argento, all'aquila bicipite di nero, dal volo abbassato, caricata in cuore di uno scudetto d'argento, al cuore di rosso, coronato d'oro) (citato in Degli Abbati) |
|        | Benesia (la blasonatura non è stata ancora caricata) (Immagine nella Raccolta stemmi Amordilibro (JPG) (archiviato dall'url originale il 4 marzo 2016).) |
|        | Benesperi (Pistoia) D'azzurro, al sole raggiante d'oro, posto in mezzo a tre stelle a otto punte dello stesso, 2.1 (citato in (15)) |
|        | Benessa (Dalmazia) di rosso, a due bande abbassate d'oro, accostate in capo a sinistra da un'aquila d'argento (citato in (8)) (FR) De gueules, à deux bandes abaissées d'or., acc. en chef à senestre d'une aigle d'argent. Casque couronné. (citato in (9)) |
|        | Benessa (Ragusa/Dubronik) di rosso, a due bande abbassate d'argento, accostate in capo a sinistra da un'aquila di nero, rostrata d'oro (citato in (8)) (FR) De gueules, à deux bandes abaissées d'argent, acc. en chef à senestre d'une aigle de sable, becquée d'or. Bourlet de gueules et d'argent. (citato in (9)) |
|        | Benessa d'azzurro, a due bande abbassate di rosso, accostate in capo a sinistra da un'aquila d'argento (citato in (8)) (FR) D'azur, à deux bandes abaissées de gueules, acc. en chef à senestre d'une aigle d'argent. Casque couronné. (citato in (9)) |
|        | Benessia (Cuneo) Di rosso, alle sbarre d'azzurro e un'aquila sopra di [...] (citato in (17) e in (25)) |
|        | Benetti (Acri, Venezia) (la blasonatura non è stata ancora caricata) (citato in UNFE) Immagine nella Biblioteca Estense Universitaria (id. 5730). |
|        | Benevelli o Beneville Boneville Bônavela Benevello Benedelli (Haute-Savoie, Provenza, Rhône-Alpes, Cuneo, Reggio Emilia, Modena) Titoli: Nobili Patrizi Modenesi, Nobili dei Conti di Provenza, Cavalieri dello Sperone d'Oro (Ordine della Milizia Aurata), Nobili dei Conti Palatini d'azzurro, al monte di sei cime (3, 2, 1) sormontato da una croce latina di rosso, al capo d'Angio' (citato in (14)) (FR) de gueules, à trois mains sénestres d'or (citato in (47)) |
|        | Beneventano (Catania, Napoli, Palermo, Siracusa, Lentini, Modica) Titolo: barone del Bosco Schifano o Alfano, barone della Corte d'oro, a tre monti di verde, sormontati da un leone e da un orso di rosso, affrontati Ornamenti esteriori: corona di barone (citato in (4) – Vol. II pag. 34, in (18), in Mango e in (29)) Notizie storiche in Famiglie nobili di Sicilia. Ulteriori notizie storiche in Famiglie nobili di Sicilia. |
|        | Benevolo (Alice Belcolle) Bandato di rosso e d'oro, alla fascia d'argento carica di una fede, di carnagione, con il capo cucito d'oro, carico di un'aquila coronata, di nero (citato in (17)) |

### Beni
| Stemma | Casato e blasonatura |
| ------ | --- |
|        | Beni (Tolentino) di azzurro alla rovere nodrita nel ristretto di terreno al naturale sostenente un cigno di argento rivoltato e accovacciato sulla cima dell'albero (citato in (4) – Vol. II pag. 35) |
|        | Beni (Montefalco) (semipartito troncato: al 1º di rosso pieno; al 2º d'azzurro, al cigno accovacciato d'argento con le ali spiegate; nel 3º d'argento, all'albero sradicato al naturale; al filetto in fascia d'oro attraversante sul troncato) (citato in Degli Abbati) |
|        | Beni (Gubbio) albero di verde uscente dalla punta su argento - 3 stelle (8 raggi) di oro su azzurro in capo (citato in LEOM) alias albero di verde uscente dalla punta su argento - 3 stelle (8 raggi) di oro su azzurro in capo - 3 stelle (5 raggi) su trangla di azzurro (citato in LEOM) |
|        | Beni (Cesena) (la blasonatura non è stata ancora caricata) (citato in BLCW) Immagine in Blasone Cesenate. |
|        | Benigassi o Benegassi (Molfetta) partito: nel 1° di rosso, alla mezz'aquila bicipite al naturale e movente dalla partizione; nel 2° d'argento a tre fasce doppio addentellate d'azzurro (citato in ) |
|        | Benignetti (Cingoli) d'azzurro, al pino di verde, terrazzato dello stesso, all'elefante passante di nero sul fusto accompagnato in capo da 3 stelle d'oro (citato in GUCA – pag. 237 e in DAlena) |
|        | Benigni (Modigliana) Troncato: nel 1º d'oro, all'aquila dal volo spiegato di nero, membrata d'oro; nel 2º fasciato di rosso e d'oro, al palo attraversante d'azzurro, caricato di un sole d'oro (citato in (15)) |
|        | Benigni (Pescia) Di..., al delfino guizzante in palo di..., coronato di..., e alla banda attraversante di...; il tutto sormontato da una stella a otto punte di... (citato in (15)) |
|        | Benigni (Pisa) Inquartato: nel 1º e 4º di rosso pieno; nel 2º e 3º vaiato d'argento e di nero (citato in (15)) |
|        | Benigni (Cesena) (la blasonatura non è stata ancora caricata) (citato in BLCW) Immagine in Blasone Cesenate. |
|        | Benigni Alberoni (Nocera Umbra) croce di Sant'Andrea di oro accantonata da 4 lune affrontate a coppia di argento su azzurro - albero su terrazzo di verde su oro - stella (6 raggi) di argento in alto su oro (citato in LEOM) |
|        | Benigni Olivieri (Fabriano) partito: nel 1º di azzurro allo scaglione d'oro accompagnato in capo da due stelle ed in punta da un monte di sei cime, il tutto d'oro; nel 2º trinciato inchiavato di azzurro e d'oro alla stella dell'uno nell'altro (citato in (4) – Vol. II pag. 35) |
|        | Beninati o Benenati (Palermo) Titolo: marchese di S. Andrea d'oro, all'albero di pino di verde, abbrancato da un leone di rosso (citato in (4) – Vol. II pag. 35 e in (29)) Notizie storiche in Famiglie nobili di Sicilia. Ulteriori notizie storiche in Famiglie nobili di Sicilia. |
|        | Benincasa (Ravenna) troncato d'oro e di azzurro a quattro torte 2,2 nel primo e tre stelle 2, 1 nel 2º dell'uno nell'altro (citato in GUCA – pag. 227, in (6) - pag. 124 e in DAlena) |
|        | Benincasa (Cesena) (la blasonatura non è stata ancora caricata) (citato in BLCW) Immagine in Blasone Cesenate. |
|        | Benincasa (Firenze) D'azzurro, al montone saliente d'argento, accompagnato da due stelle a otto punte d'oro poste nei due cantoni del capo (citato in (15)) |
|        | Benincasa (Firenze) D'azzurro, a due arnesi da tintore contenuti nel vagello e sormontati da una stella a sei punte, il tutto d'oro (citato in (15)) |
|        | Benincasa (Montepulciano) D'argento, alla fascia doppiomerlata scorciata d'oro (citato in (15)) |
|        | Benincasa (Pescia) Di..., al destrocherio di... vestito di..., tenente un giglio di... (citato in (15)) |
|        | Benincasa (Pisa) D'azzurro, alla stella a otto punte d'oro (citato in (15)) |
|        | Benincasa (Cosenza) D'azzurro a 3 filetti ondati e abbassati d'argento il 1° sostenente un castello torricellato di 3 pezzi d'oro, ciascuna torre cimata da una stella dello stesso (citato in DAlena e in BLCL) |
|        | Benincasa (Messina, Cefalù) d'azzurro, al castello a tre torri d'oro, ciascuna sormontata da una stella dello stesso, poggiato sopra tre burelle ondate d'argento, poste nella punta, e sormontato nel capo dalla banda del secondo, caricata dal leone di rosso, impugnante nella destra un ramo di alloro di verde (citato in Mango) |
|        | Benincasa (Sicilia) Titolo: barone di Caravacio diviso, nel primo di azzurro con due bande d'oro caricate da tré leoni neri con palma verde nella zampa destra anteriore; nel secondo d'azzurro con un castello d'oro sormontato da tre stelle dello stesso, ed in punta onde marine (citato in (29)) Notizie storiche in Famiglie nobili di Sicilia. |
|        | Benincasa Onofri (Ancona, Spoleto) fascia in divisa di argento da cui nasce leone rampante nascente di oro su azzurro - stella (6 raggi) di oro su azzurro - capo d'Angiò (citato in LEOM) |
|        | Benincasa Onofri (Ancona, Spoleto) banda di oro su rosso (citato in LEOM) |
|        | Benini o Benini Formichi (Firenze) D'oro, a quattro catene di rosso, uscenti dai quattro cantoni dello scudo e unite nel cuore da un anello dello stesso (citato in (15)) (DE) In Gold 4 anstoßende rote Ketten, schragenweise gelegt und durch 1 roten Ring verbunden (citato in (21)) |
|        | Benini (Firenze) D'azzurro, al coltello d'oro posto in banda, sormontato da una bilancia dello stesso (citato in (15)) |
|        | Benini (Pisa) D'argento, alla banda di rosso; con il capo di verde, caricato di un monte di tre cime d'oro, uscente dalla partizione (citato in (15)) |
|        | Benini (Prato) D'azzurro, all'albero al naturale nodrito sul terreno dello stesso, e sinistrato da un cane sedente rivolto d'argento, collarinato e guinzagliato d'oro al tronco dell'albero (citato in (15)) |
|        | Benini o Benini di Lorenzo (Toscana) (DE) In Blau 1 goldene Waage mit rotem Griff? und 1 senkrecht gestelltes schwarzgegrifftes silbernes Messer pfahlweise (citato in (21)) |
|        | Benini da Tignano (Firenze) D'azzurro, al leone d'oro e alla banda attraversante del campo bordata di rosso e caricata di tre gigli d'oro posti nel senso della pezza; con il capo cucito d'Angiò (citato in (15)) |
|        | Benini o Bennini da Tignano (Toscana) (DE) In Blau 1 goldener Löwe, begleitet oben von 1 vierlätzigen roten Turnierkragen, dieser begleitet von je 1 goldenen Lilie zwischen den Lätzen, und überdeckt von 1 silber bordierten erniedrigten blauen Schräglinksbalken, dieser der Figur nach belegt mit 3 goldenen Lilien (citato in (21)) |
|        | Benini detti Formichi (Firenze) 4 catene di rosso poste in doppia croce di Sant'Andrea su oro (citato in LEOM) |
|        | Benini Gucci (Firenze) troncato d'azzurro e d'oro alla tigre passante nel primo (citato in GUCA – pag. 544 e in DAlena) alias Troncato d'azzurro e d'oro, alla pantera passante del secondo nel primo (citato in (15)) alias (DE) Unter 1 blauen Schildhaupt, darin 1 der Teilungslinie nach schreitender goldener Löwe, ledig gold (citato in (21)) |
|        | Benintendi (Torino, Mantova) troncato: nel 1º d'azzurro all'aquila spiegata di nero, coronata d'oro; al 2º di rosso, al leone d'oro, tenente tra le branche un bastone, da cui parte un ramo trifogliato di verde (citato in (4) – Vol. II pag. 35) |
|        | Benintendi (Firenze) D'azzurro, all'albero al naturale nodrito su un monte di sei cime d'oro, e infilante con il tronco un libro chiuso di rosso (citato in (15)) (DE) In Blau 1 1 roten Quader besetzender grüner Laubbaum und 1 schwebender goldener Sechsberg pfahlweise (citato in (21)) alias D'azzurro, all'albero al naturale nodrito su un monte di sei cime d'oro, e infilante con il tronco un mattone di rosso (citato in (15)) |
|        | Benintendi (Firenze) D'azzurro, alla fascia ondata d'argento (citato in (15)) |
|        | Benintendi (Firenze) D'azzurro, al monte di sei cime d'oro, sostenente sulle cime laterali quattro foglie dello stesso alias D'azzurro, al monte di sei cime d'oro, sostenente sulle cime laterali quattro fiori dello stesso (citato in (15)) |
|        | Benintendi (Siena) D'argento, al filetto in banda di rosso alias D'argento, alla banda diminuita di rosso (citato in (15)) |
|        | Benintendi (Toscana) (DE) Durch 1 silbernen Wellenbalken rot-blau geteilt (citato in (21)) |
|        | Benintendi (Cesena) (la blasonatura non è stata ancora caricata) (citato in BLCW) Immagine in Blasone Cesenate. |
|        | Benintendi Fa L'immagini o Benintendi (Firenze, Pistoia) D'argento, all'orso di nero, passante su una banda ondata di verde (citato in (15)) alias D'argento, all'orso di nero, passante su una banda nodosa di verde (citato in (15)) alias D'argento, all'orso al naturale, passante su una banda ondata di verde (citato in (15)) alias D'argento, all'orso al naturale, passante su una banda nodosa di verde (citato in (15)) alias D'argento, all'orso passante al naturale, sostenuto dalla campagna obliqua destra di verde (citato in (15)) alias (DE) In Silber 1 erniedrigte blaue Kette schrägbalkenweise, oben besetzt von 1 der Teilungslinie nach schreitenden schwarzen Eber (citato in (21)) |
|        | Benintesi (Pistoia) D'argento, all'aquila dal volo abbassato di nero, armata e rostrata d'oro alias D'argento, all'aquila dal volo abbassato di nero, armata e rostrata di rosso (citato in (15)) |
|        | Beninus (Faenza) (la blasonatura non è stata ancora caricata) (citato in UNFE) Immagine nella Biblioteca Estense Universitaria (id. 7482). |
|        | Benivieni (Firenze, Pescia) D'azzurro, al crescente montante d'argento (citato in (15)) alias D'azzurro, al crescente montante d'argento, sormontato da un giglio d'oro (citato in (15)) alias D'azzurro, al crescente montante d'argento, sormontato da un giglio d'oro e accompagnato nel capo da un lambello a tre pendenti di rosso (citato in (15)) alias D'azzurro, al crescente montante d'argento, sormontato da un giglio d'oro e accompagnato nel capo da un lambello a quattro pendenti di rosso (citato in (15)) (DE) In Blau 1 vierlätziger roter Turnierkragen, 1 goldene Lilie und 1 liegender silberner Halbmond pfahlweise (citato in (21)) alias D'azzurro, al crescente montante d'argento, sormontato da un giglio d'oro; con il capo cucito d'Angiò (citato in (15)) |
|        | Benivieni o Benivieni del Sesto d'Oltrarno (Firenze) D'azzurro, alla croce vaiata d'argento e di rosso (citato in (15)) alias D'azzurro, alla croce di vaio (citato in (15)) alias (DE) In Silber 1 schwarzes Kreuz, belegt mit gestürztem silbernem Pfahlfeh (citato in (21)) |
|        | Benizi (Cesena) (la blasonatura non è stata ancora caricata) (citato in BLCW) Immagine in Blasone Cesenate. |
|        | Benizzi troncato, al primo di argento a cinque sbarre di rosso, accompagnate inferiormente, da 9 bisanti del campo contornati di rosso; al 2º d'argento al leone al naturale (citato in (4) – Vol. II pag. 36) |
|        | Benizzi (Firenze) D'azzurro, all'aquila dal volo abbassato d'argento (citato in (15)) (DE) In Blau 1 silberner Adler (citato in (21)) alias D'azzurro, all'aquila dal volo abbassato d'argento, seminata di crescenti del campo (citato in (15)) (DE) In Blau 1 mit liegenden blauen Halbmonden bestreuter silberner Adler (citato in (21)) |
|        | Benizzi (Toscana) (DE) In Blau 1 silberner Adler, belegt mit 1 liegenden roten Halbmond (citato in (21)) |
|        | Benizzi Castellani Tettoni (Reggio Emilia) partito di Benizzi, che è troncato, al primo di argento a cinque sbarre di rosso, accompagnate inferiormente, da 9 bisanti del campo contornati di rosso; al 2º d'argento al leone al naturale; e di Castellani-Tettoni, che è partito a destra di azzurro alla torre sostenuta da due leoncini, coll'aquila uscente dalla torre, il tutto d'oro; a sinistra fasciata d'azzurro e d'oro, col capo del secondo, caricato di un'aquila coronata di nero Cimiero: Lo scudo sarà, per i maschi primogeniti e loro discendenti, successori nel titolo comitale, fregiato di ornamenti da conte col cercine e gli svolazzi d'argento e di rosso. Quanto agli altri discendenti, lo scudo sarà, se maschi, fregiato dalle speciali ornamentazioni stabilite per gli ultrogeniti di famiglie comitali; e, se femmine, degli ornamenti speciali femminili e nobiliari Motto: Sta firmiter et opera (citato in (4) – Vol. II pag. 36) |

### Benn
| Stemma | Casato e blasonatura |
| ------ | --- |
|        | Bennati de Babylon (Spinea) Titolo: Cavaliere dell'I. A. troncato: al 1º d'oro all'aquila di nero; al 2º partito: a) d'azzurro a tre gigli d'oro ordinati in palo, b) di rosso al palo d'oro ripieno di nero Cimiero: 1º l'aquila dello scudo, rivoltata; 2º quattro penne di struzzo d'azzurro, d'oro, di nero e di rosso (citato in (4) – Vol. II pag. 36) |
|        | Bennicelli (Roma) troncato nel 1º d'oro a 3 gigli di rosso male ordinati, nel 2º di argento alla torre al naturale alla fascia di rosso attraversante sullo spaccato (citato in (4) – Vol. II pag. 36) |

### Beno
| Stemma | Casato e blasonatura |
| ------ | --- |
|        | Benotti (Firenze) Troncato: nel 1º d'azzurro, a tre rose d'oro, 1.2; nel 2º di rosso, al drago d'oro (citato in (15)) alias Di rosso, al drago d'oro; con il capo d'azzurro, caricato di tre rose d'oro, 1.2 (citato in (15)) (DE) Unter 1 blauen Schildhaupt, darin 3 goldene Rosen balkenweise, in Rot 1 goldener Drache (citato in (21))                                   |
|        | Benozzi (Firenze) Troncato di... e di... (citato in (15)) |
|        | Benozzi (Firenze) Troncato: nel 1º d'azzurro, all'aquila dal volo abbassato d'oro nascente dalla partizione; nel 2º losangato d'argento e di nero; con la fascia diminuita di rosso passata sulla troncatura (citato in (15)) alias (DE) Unter 1 rot unterstützten blauen Schildhaupt, darin 1 wachsender goldener Adler, in Silber 1 schwarzer Rautenbalken (citato in (21)) |
|        | Benozzi (Firenze) Di rosso, alla banda d'azzurro, caricata di sei rose d'argento (citato in (15)) alias (DE) In Rot 1 blauer Schrägbalken, belegt mit 5 silbernen Rosen (citato in (21)) |
|        | Benozzi (Toscana) (DE) In Blau 1 silberner Schrägbalken, belegt mit 1 roten Wellenschrägleiste und beidseitig begleitet von je 1 achtstrahligen goldenen Stern (citato in (21)) |
|        | Benozzo o Di Ser Benozzo (Toscana) (DE) In silber-blau gespaltenem Feld 2 sechsstrahlige Sterne in verwechselten Tinkturen (citato in (21)) |

### Benr
| Stemma | Casato e blasonatura |
| ------ | --- |
|        | Benricevuti (Firenze, Prato) Troncato: nel 1º d'azzurro, al leone d'oro nascente dalla partizione e tenente uno scorpione montante di...; nel 2º sbarrato d'oro e di rosso; il tutto abbassato sotto il capo cucito d'Angiò alias Troncato: nel 1º d'azzurro, al leone d'oro nascente dalla partizione e tenente uno scorpione montante di...; nel 2º palato d'oro e di rosso; il tutto abbassato sotto il capo cucito d'Angiò (citato in (15)) |
|        | Benricevuti (Pistoia) D'argento, all'albero di cipresso al naturale, nodrito sul terreno dello stesso, e alla banda attraversante di rosso (citato in (15)) |

### Bens
| Stemma | Casato e blasonatura |
| ------ | --- |
|        | Bensai d'oro, alla banda di rosso, caricata di tre stelle d'argento (citato in (6) – pag. 114) |
|        | Bensamoni (Sansepolcro) Partito: nel 1º d'azzurro, alla biscia annodata al naturale; nel 2º d'azzurro, ai due pesci dello zodiaco d'argento; e al filetto di nero passato sulla partizione (citato in (15)) |
|        | Bensi (Pisa) Inquartato d'oro e d'azzurro, a quattro palle dell'uno nell'altro (citato in (15)) |
|        | Bensi (Assisi) Giglio (citato in DAlena) |
|        | Bensi (la blasonatura non è stata ancora caricata) (Immagine nella Raccolta stemmi Amordilibro (JPG) (archiviato dall'url originale il 4 marzo 2016).) |
|        | Benso (Chieri) Titolo: marchesi di Cavour (1742); conti di Albugnano, Baldissero, Isolabella, Montanera, Pino Torinese e Castelvecchio, Pralormo; signori di Corveglia, Dusino, Mondonio, Ottiglio, Ponticelli; consignori di Castagnole, Cellarengo e Menabò, Cereaglio, Chieri, S. Salvatore, Santena, Valfenera D'argento, al capo di rosso, carico di tre conchiglie d'oro alias Inquartato, al 1° e 4° di Benso, al 2° di Lascaris, al 3° di Carron Motto: Gott will recht (citato in (17)) |
|        | Benso (Carmagnola, Torino) Titolo: conti di Pramollo D'argento, al capo di rosso, carico di tre conchiglie d'oro alias D'argento, alla pianticella di avena, di verde, con il capo di rosso, carico di tre conchiglie d'argento Motto: Pax (citato in (17)) |
|        | Benso (Vercelli) Troncato, al 1° d'oro, al leone d'azzurro, linguato di rosso, accostato da due anelli, pure d'azzurro, al 2° d'argento, squamato d'azzurro, le squame caricate di una codetta d'azzurro (citato in (17)) |
|        | Benso o Benzo (Genova, Palermo, Sciacca) Titolo: duca della Verdura; nobile dei duchi della Verdura d'azzurro, a tre conchiglie d'oro, situate 2 e 1. Corona e mantello di duca (citato in Mango e in (29)) alias d'argento, al capo di rosso, caricato da tre conchiglie d'oro. Corona di duca (citato in Mango e in (29)) Notizie storiche in Famiglie nobili di Sicilia. Ulteriori notizie storiche in Famiglie nobili di Sicilia.                                                            |
|        | Benso di Cavour (Firenze) D'argento, al capo di rosso, caricato di tre conchiglie d'oro ordinate l'una accanto all'altra (citato in (15)) |

### Bent
| Stemma | Casato e blasonatura |
| ------ | --- |
|        | Bentaccordi (Firenze) Di rosso, a due gigli fustati decussati d'argento (citato in (15)) Di rosso, a due bastoni doppiogigliati decussati d'argento (citato in (15)) (DE) In Rot 2 gekreuzte silberne Lilienstäbe (citato in (21)) alias (DE) In Rot 2 gekreuzte goldene Lilienstäbe (citato in (21)) alias Di rosso, a due bastoni doppiogigliati decussati d'argento, sormontati da un lambello a cinque pendenti dello stesso (citato in (15)) |
|        | Bentaccordi (Firenze) Di rosso, a tre corde poste in fascia d'argento (citato in (15)) (DE) In Rot 3 silberne Taue pfahlweise (citato in (21)) |
|        | Bentani (Mestre, Venezia) (la blasonatura non è stata ancora caricata) (citato in UNFE) Immagine nella Biblioteca Estense Universitaria (id. 5731). |
|        | Bentini (Cesena) (la blasonatura non è stata ancora caricata) (citato in BLCW) Immagine in Blasone Cesenate. |
|        | Bentivegna (Palermo) Titolo: marchese di Ganzeria troncato: 1° d'azzurro al triangolo equilatero sormontato da due stelle il tutto d'argento; nel 2° mareggiato d'azzurro e d'argento di due pesci d'argento nuotanti uno sopra l'altro (citato in (18)) alias triangolo equilatero di argento su azzurro affiancato da - 2 stelle (6 raggi) di argento - 2 pesci rivolti natanti di argento in mareggiato di azzurro e di argento (citato in LEOM) |
|        | Bentivenga (Umbria) Pesci (citato in DAlena) |
|        | Bentivenga (la blasonatura non è stata ancora caricata) (citato in UNFE) Immagine nella Biblioteca Estense Universitaria (id. 5054). |
|        | Bentivogli (la blasonatura non è stata ancora caricata) (citato in UNFE) Immagine nella Biblioteca Estense Universitaria (id. 338). |
|        | Bentivogli (Bologna, Venezia) (la blasonatura non è stata ancora caricata) (citato in UNFE) Immagine nella Biblioteca Estense Universitaria (id. 5732). |
|        | Bentivogli (Bologna, Venezia) (la blasonatura non è stata ancora caricata) (citato in UNFE) Immagine nella Biblioteca Estense Universitaria (id. 5734). |
|        | Bentivogli (Bologna, Venezia) (la blasonatura non è stata ancora caricata) (citato in UNFE) Immagine nella Biblioteca Estense Universitaria (id. 5733). |
|        | Bentivogli (Bologna) (la blasonatura non è stata ancora caricata) (citato in UNFE) Immagine nella Biblioteca Estense Universitaria (id. 3598). |
|        | Bentivoglio (Bologna) Trinciato dentato di oro e di rosso (citato in GUCA – pag. 316, in (6) - pag. 138, in DAlena e in Pietramellara, vol. I, pag. 65, immagine in Rust, Bentivoglio (PDF).) |
|        | Bentivoglio (Bologna) Inquartato: nel 1º e 4º aquila imperiale in campo d'oro; nel 2º e 3º trinciato a sette denti di oro e di rosso (citato in (11) – pag. 102, immagine in Rust, Bentivoglio/2 (PDF).) Partito nel 1º trinciato di oro e di rosso, nel 2º trinciato di rosso e di oro (citato in Pietramellara, vol. I, pag. 67) |
|        | Bentivoglio (Bologna, Milano, Roma, Modena) inquartato: nel 1º e 4º trinciato dentato d'oro e di rosso; nel 2º e 3º d'oro alla fiamma di rosso, col capo d'azzurro caricato di tre ramoscelli di quercia ghiandiferi di oro (citato in (4) – Vol. II pag. 37 e in (11) - pag. 102) |
|        | Bentivoglio (Modena) inquartato: nel 1º e 4º trinciato dentato d'oro e di rosso; nel 2º e 3º d'oro alla fiamma di rosso, col capo d'azzurro caricato di tre ramoscelli di quercia ghiandiferi di oro Cimiero: testa femminile, con le chiome cadenti, attaccata ad un collo di drago (citato in (4) – Vol. II pag. 38) |
|        | Bentivoglio inquartato: nel 1º e 4º d'oro, all'aquila di nero; nel 2º e 3º trinciato indentato d'oro e di rosso, e di rosso e d'oro. Sopra il tutto, lo scudetto d'Aragona, partito di quattro: 1 d'argento, al palo di rosso; 2 d'argento, a tre fasce di rosso; 3 d'azzurro, a sette gigli d'oro, posti 1.2.1.2.1; 4 d'argento, a due croci doppie unite a due rami e potenziate, di rosso (citato in (6) – pag. 158) |
|        | Bentivoglio (Firenze) D'oro, alla fiamma di rosso, e al capo d'azzurro caricato di tre ghiande picciolate e fogliate di due pezzi dello stesso (citato in (15)) alias Inquartato: nel 1º e 4º trinciato cuneato d'oro e di rosso; nel 2º e 3º d'oro, alla fiamma di rosso e al capo d'azzurro caricato di tre ghiande d'oro picciolate e fogliate dello stesso (citato in (15)) (DE) Quadriert: Feld 1 und 4 gold-rot spitzenförmig schräggeteilt, Feld 2 und 3 blau-gold geteilt, oben 3 goldene Blumen balkenweise, unten 1 schwebendes rotes Feuer (citato in (21)) alias Inquartato: nel 1º e 4º d'oro, all'aquila dal volo spiegato di nero; nel 2º e 3º trinciato cuneato d'oro e di rosso; sul tutto d'oro, a quattro pali di rosso (citato in (15))                                                                                                  |
|        | Bentivoglio (Fossombrone) (la blasonatura non è stata ancora caricata) (citato in DAlena) |
|        | Bentivoglio (Ferrara) (la blasonatura non è stata ancora caricata) (citato in UNFE) Immagine nella Biblioteca Estense Universitaria (id. 5591). |
|        | Bentivoglio (Bologna) (la blasonatura non è stata ancora caricata) (citato in UNFE) Immagine nella Biblioteca Estense Universitaria (id. 2786). |
|        | Bentivoglio (Modena) (la blasonatura non è stata ancora caricata) (citato in UNFE) Immagine nella Biblioteca Estense Universitaria (id. 13). |
|        | Bentivoglio d'Aragona (Venezia) Titoli: N.U.N.D., Patrizio veneto, Marchese, Conte palatino, Conte di Antignate, Nobile Patrizio romano, Patrizio di Bologna, Patrizio di Ferrara, On. di Ravenna, Signore di Covo, Signore di Monguzzo, Grande di Spagna di prima classe, Signore di Malliano (Siena) inquartato: al 1º e 4º d'oro all'aquila di nero coronata del campo; al 2º e 3º trinciato indentato d'oro e di rosso; sul tutto: inquartato: a) d'oro a quattro pali di rosso (d'Aragona); b) fasciato d'argento e di rosso di otto pezzi (d'Ungheria); c) d'azzurro gigliato d'oro col lambello di rosso cucito, di quattro lati posto in capo (di Angiò); d) di argento alla croce a tau accantonata da quattro crocette, il tutto d'oro e per inchiesta (di Gerusalemme) Cimiero: l'aquila di nero coronata d'oro (citato in (4) – Vol. II pag. 39) |
|        | Bentivolus (la blasonatura non è stata ancora caricata) (citato in UNFE) Immagine nella Biblioteca Estense Universitaria (id. 5274). |
|        | Bentivolus (la blasonatura non è stata ancora caricata) (citato in UNFE) Immagine nella Biblioteca Estense Universitaria (id. 5280). |
|        | Bentivolus (la blasonatura non è stata ancora caricata) (citato in UNFE) Immagine nella Biblioteca Estense Universitaria (id. 5282). |
|        | Bentivolus (la blasonatura non è stata ancora caricata) (citato in UNFE) Immagine nella Biblioteca Estense Universitaria (id. 5288). |
|        | Bentivolus (la blasonatura non è stata ancora caricata) (citato in UNFE) Immagine nella Biblioteca Estense Universitaria (id. 5290). |
|        | Bentivolus (la blasonatura non è stata ancora caricata) (citato in UNFE) Immagine nella Biblioteca Estense Universitaria (id. 5291). |
|        | Bentivolus (la blasonatura non è stata ancora caricata) (citato in UNFE) Immagine nella Biblioteca Estense Universitaria (id. 5292). |
|        | Bentivolus (la blasonatura non è stata ancora caricata) (citato in UNFE) Immagine nella Biblioteca Estense Universitaria (id. 5284). |

### Benu
| Stemma | Casato e blasonatura |
| ------ | --- |
|        | Benucci (Toscana) (DE) In blau-silber gespaltenem Feld 2 achtstrahlige Sterne in verwechselten Tinkturen (citato in (21)) |
|        | Benucci (Firenze) Trinciato d'oro e d'azzurro, a due stelle a otto punte dell'uno nell'altro (citato in (15)) (DE) In gold-blau schräggeteiltem Feld 2 achtstrahlige Sterne in verwechselten Tinkturen (citato in (21))                                                            |
|        | Benucci (Firenze) Di..., al leone di..., accollato da un lambello a cinque (o tre) pendenti attraversante di... (citato in (15)) |
|        | Benucci (Pescia) Di..., al delfino guizzante in palo di..., sormontato da tre gigli di... ordinati fra i quattro pendenti di un lambello di... (citato in (15)) |
|        | Benucci (Pistoia) Fasciato di sei pezzi d'azzurro e di verde, ciascun pezzo del primo caricato di una stella a otto punte d'oro, e ciascun pezzo del secondo caricato di un crescente montante d'argento (citato in (15))                                                          |
|        | Benucci (Siena) D'argento, alla gemella in banda d'azzurro; con il capo del secondo caricato di due crescenti montanti del primo, ordinati in fascia alias D'argento, a due bande d'azzurro; con il capo del secondo caricato di due crescenti montanti del primo (citato in (15)) |
|        | Benuzzi (Prato) Partito: nel 1º fasciato di sei pezzi di rosso e d'argento; nel 2º di..., all'aquila dal volo abbassato di nero, uscente dalla partizione (citato in (15)) |

### Benv
| Stemma | Casato e blasonatura |
| ------ | --- |
|        | Benveduti (Gubbio) d'azzurro a due foglie di sega decussate d'oro, al capo del primo caricato da una stella a otto raggi e sostenuta da una burella, il tutto d'oro (Immagine nella Raccolta stemmi Trippini (JPG).) |
|        | Benveduti Massarelli (Gubbio) partito: nel 1º d'azzurro alla foglia di sega posta in fascia accompagnata da una stella d'oro ed in punta da 2 foglie di sega decussate; nel 2º d'azzurro al grifone d'oro (citato in (4) – Vol. II pag. 39) |
|        | Benvenisti (Pisa) Di rosso, alla banda d'oro, caricata di tre rose d'argento (citato in (15)) |
|        | Benvenuti (Ombriano, Montodine (Cremona)) inquartato: al 1º e 4º di rosso, all'aquila di nero, cucita, coronata di oro; al 2º e 3º di azzurro, alle bacche d'oro formate da fusi accollati, ciascuno posto in banda Cimiero: l'aquila di nero coronata del campo Motto: Post tenebras spero lucem (citato in (4) – Vol. II pag. 39) |
|        | Benvenuti (Firenze) di rosso alla banda d'oro bordata d'argento, caricata di tre aquile di nero passanti e accompagnata da due rose d'argento una in capo e una in punta (citato in (4) – Vol. II pag. 40) |
|        | Benvenuti (Toscana) (DE) In Rot 1 goldener Schrägbalken, senkrecht zur Figur belegt mit 3 schreitenden schwarzen Vögeln und beidseitig begleitet von je 1 silbernen Rose (citato in (21)) |
|        | Benvenuti o Benvenuti da San Geminiano (Firenze) Di rosso, alla banda d'oro caricata di tre uccelli posati di nero, e accostata da due rose d'oro (citato in (15)) (DE) In Rot 1 goldener Schrägbalken, senkrecht zur Figur belegt mit 3 schreitenden schwarzen Vögeln und beidseitig begleitet von je 1 goldenen Rose (citato in (21)) |
|        | Benvenuti (Firenze) D'oro, alla croce d'azzurro (citato in (15)) (DE) In Gold 1 blaues Kreuz (citato in (21)) |
|        | Benvenuti (Firenze) D'azzurro, a due spade basse decussate d'argento, guarnite d'oro (citato in (15)) |
|        | Benvenuti (Firenze) D'oro, al toro di rosso ascendente un monte di sei cime di verde alias D'oro, al toro di rosso ascendente un monte di sei cime di verde, accompagnato in capo da due rose di... e accostato dalle lettere minuscole B e C di nero (citato in (15)) |
|        | Benvenuti (Firenze) D'argento, a due fasce d'azzurro; e al capo del secondo caricato di un monte di sei cime del primo (citato in (15)) (DE) Blau-silber geteilt: Oben 1 schwebender silberner Achtberg, unten 2 blaue Balken (citato in (21)) |
|        | Benvenuti o Benvenuti di Bartolo Gioni (Toscana) (DE) Unter 1 blauen Schildhaupt, darin 1 wachsender goldener Löwe, 5mal silber-blau geteilt (citato in (21)) |
|        | Benvenuti (Pistoia) Troncato: nel 1º d'azzurro, alla pila d'argento caricata di un ramo di rosaio di verde fiorito di tre pezzi di rosso; nel 2º d'oro, alla fiamma di rosso (citato in (15)) |
|        | Benvenuti o Benvenuti da Sesto (Toscana) (DE) In Silber 1 goldene Spitze, belegt mit 1 liegenden blauen Halbmond und überdeckt von 1 blauen Schildhaupt, darin 3 achtstrahlige goldene Sterne 1:2 gestellt (citato in (21)) |
|        | Benvenuti o Benvenuti Peri (Toscana) (DE) In Rot 3 goldene Schrägbalken, begleitet im linken Obereck von 1, zwischen dem 1 und 2 Schrägbalken von 3, und zwischen dem 2 und 3 Schrägbalken von 2 goldenen Scheiben (citato in (21)) |
|        | Benvenuti (Roma) 3 rondini (uccelli) di profilo di nero su fascia di oro su azzurro - 3 stelle (6 raggi) di oro poste in fascia su azzurro - rosa di oro su azzurro - campagna di verde (citato in LEOM) |
|        | Benvenuti (Roma) 3 fasce doppiodentate di nero su argento - capo troncato e merlato di rosso e di azzurro (citato in LEOM) |
|        | Benvenuti (Belvedere Ostrense) fascia di rosso su argento - aquila di nero su argento - monte a 3 cime di verde uscente dalla punta su argento (citato in LEOM) |
|        | Benvenuti (Cesena) (la blasonatura non è stata ancora caricata) (citato in BLCW) Immagine in Blasone Cesenate. |
|        | Benvenuti (la blasonatura non è stata ancora caricata) (citato in UNFE) Immagine nella Biblioteca Estense Universitaria (id. 4988). |
|        | Benvignati (Ripatransone, Roma, Napoli) Titolo: Nobili di Ripatransone troncato da una fascia di rosso attraversante, il 1º d'azzurro al leone nascente d'oro tenente alta in palo una spada d'argento guarnita del secondo; il 2º d'argento a tre bande di rosso (citato in GUCA – pag. 62, in (4) - Vol. II pag. 40 (spaccato: nel 1º di azzurro al leone uscente di oro tenente una spada d'argento guarnita d'oro in palo; nel 2º d'argento a tre bande di rosso. La fascia di rosso attraversante sulla partizione. Lo scudo è accollato alla croce mauriziana e a due bandiere: quella a destra bianca con la croce rossa; l'altra tutta rossa (allusione alla bandiera tolta al nemico dall'eroina di Ripatransone: Biancia Benvignati)) e in DAlena) |
|        | Benvoglienti (Siena) Di rosso, al cane rampante troncato d'argento e di nero, collarinato del campo (citato in (15)) |
|        | Benvoluti (Firenze) Di rosso, al leone dalla coda bifida d'oro, e alla fascia diminuita attraversante d'azzurro (citato in (15)) |
|        | Benvoluti (Pistoia) D'argento, alla torre di due piani, chiusa e finestrata del campo, fondata sul terreno al naturale (citato in (15)) |

### Benz
| Stemma | Casato e blasonatura |
| ------ | --- |
|        | Benzi o Benzi di Figline (Firenze) D'argento, alla gemella in fascia d'azzurro (citato in (15)) alias (DE) In Silber 2 blaue Balken (citato in (21)) |
|        | Benzi (Siena) D'azzurro, alla scala di quattro pioli d'argento posta in palo e accostata da otto stelle a otto punte dello stesso, ordinate quattro per lato (citato in (46) Tavola 31 pag. 103) alias D'azzurro, alla scala di quattro pioli d'oro posta in palo e accostata da otto stelle a sei punte dello stesso, ordinate quattro per lato alias Di rosso, alla scala di quattro pioli d'oro posta in palo e accostata da otto stelle a sei punte dello stesso, ordinate quattro per lato alias D'azzurro, alla scala di quattro pioli d'argento posta in palo e accostata da sei stelle a otto punte dello stesso, ordinate tre per lato (citato in (15) |
|        | Benzi (Santena) d'argento, al capo di rosso caricato di tre conchiglie d'oro ordinate in fascia (citato in TEAR, Vol. 7, 1847) |
|        | Benzi (Cesena) (la blasonatura non è stata ancora caricata) (citato in BLCW) Immagine in Blasone Cesenate. |
|        | Benzo (Palermo, Sciacca) Titolo: duca della Verdura, nobile dei duchi d'azzurro, a tre conchiglie d'oro, situate 2 e 1 alias d'argento, al capo di rosso, caricato da tre conchiglie d'oro ordinate in fascia (citato in (4) – Vol. II pag. 41) |
|        | Benzon (Venezia) leone rampante di oro afferrante una spada posta in sbarra sulla sua spalla su rosso - armellino pieno - capo di oro caricato da un leone passante di nero (citato in LEOM) |
|        | Benzon (Venezia) (la blasonatura non è stata ancora caricata) (citato in UNFE) Immagine nella Biblioteca Estense Universitaria (id. 5775), su bibliotecaestense.beniculturali.it. URL consultato il 10 dicembre 2020 (archiviato dall'url originale il 3 marzo 2017). |
|        | Benzoni (Mantova) troncato: al 1º d'oro, al cane di nero, passante; al 2º d'argento piumato, ogni penna carica di una moscatura di ermellino di nero; col capo di argento, carico di un'aquila di nero, bicipite, coronata d'oro sopra le due teste Cimiero: il volo partito d'argento e di nero (citato in (4) – Vol. II pag. 42) |
|        | Benzoni (Cremona) di vaio, al capo d'azzurro caricato di un leone illeopardito d'oro (citato in BLCR) Immagine in Blasonario Cremonese (archiviato dall'url originale il 7 aprile 2014). |
|        | Benzoni (Crema, Venezia) (la blasonatura non è stata ancora caricata) (citato in UNFE) Immagine nella Biblioteca Estense Universitaria (id. 7209), su bibliotecaestense.beniculturali.it. URL consultato il 10 dicembre 2020 (archiviato dall'url originale il 3 marzo 2017). |
|        | Benzoni (Venezia) (la blasonatura non è stata ancora caricata) (citato in UNFE) Immagine nella Biblioteca Estense Universitaria (id. 4492), su bibliotecaestense.beniculturali.it. URL consultato il 10 dicembre 2020 (archiviato dall'url originale il 3 marzo 2017). |

### Beo
| Stemma | Casato e blasonatura |
| ------ | --- |
|        | Beolchi (Milano) facciata di casa di rosso con il tetto acuminato aperta del campo con 2 finestre ogivali il tutto abbracciato da 2 trecce di capelli unite verso la punta in croce di Sant'Andrea di rosso tutto su argento (citato in LEOM) |